# Maxwell-Garnett-Gleichung
Die Maxwell-Garnett-Gleichung ist eine mathematische Gleichung zur Berechnung der Eigenschaften von Körpern, die aus verschiedenen Stoffen zusammengesetzt sind. Sie wird in der Effektiv-Medium-Theorie genutzt.

## Ziel und Anliegen
1904 entwickelte James Clerk Maxwell Garnett (1880–1958) ein Modell, mit dessen Hilfe er die effektive Permittivität eines aus mehreren Stoffen zusammengesetzten Mediums aus der Permittivität der einzelnen Stoffe und ihrer Volumenanteile näherungsweise errechnen konnte. Er ging dabei von einer kolloidalen Goldlösung in Wasser aus.

## Geschichte

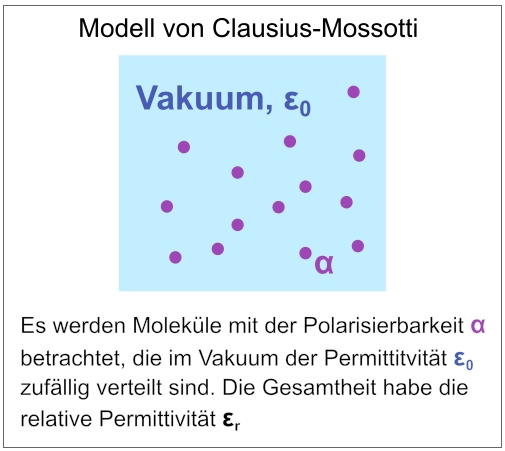
Modell von Clausius-Mossotti. Der Stoff wird als molekularer Staub im Vakuum dargestellt.

### 1850–1879: Clausius-Mossotti-Gleichung
Mitte des 19. Jahrhunderts forschte der italienische Physiker Ottaviano Fabrizio Mossotti über das optische Verhalten eines Staubes von identischen Teilchen. Er fand einen Zusammenhang zwischen dem optischen Verhalten des Staubes und der Größe {\textstyle {\frac {N_{\mathrm {mol} }}{3\,\varepsilon _{0}}}\alpha _{\mathrm {mol} }}. Dabei ist {\textstyle \varepsilon _{0}=8{,}854\,187\,812\,8\,(13)\cdot 10^{-12}~{\frac {\mathrm {As} }{\mathrm {Vm} }}} die Dielektrizitätskonstante oder Permittivität im Vakuum, {\textstyle N_{\mathrm {mol} }} die Anzahl der Teilchen pro Volumeneinheit und {\textstyle \alpha _{\mathrm {mol} }} die Polarisierbarkeit der Teilchen.
1879 fand der deutsche Physiker Rudolf Clausius eine Proportionalität zwischen der Dichte der Staubmasse und {\textstyle {\frac {\varepsilon -\varepsilon _{\mathrm {0} }}{\varepsilon +2\varepsilon _{\mathrm {0} }}}}. Dabei ist {\textstyle \varepsilon } die Permittivität.
Diese beiden Beziehungen wurden zur Clausius-Mossotti-Gleichung kombiniert:
{\displaystyle {\frac {\varepsilon _{r}-1}{\varepsilon _{r}+2}}={\frac {N}{3\,\varepsilon _{0}}}\,\alpha }
{\displaystyle N={\frac {N_{A}\cdot \varrho }{M_{m}}}}
Dabei gilt:
- {\textstyle \varepsilon _{\mathrm {r} }={\frac {\varepsilon }{\varepsilon _{0}}}} ist die stoffabhängige relative Permittivität. Für nichtmagnetische Stoffe ist sie gleich {\displaystyle n^{2}}, wobei {\displaystyle n} den Brechungsindex bezeichnet.
- {\textstyle \alpha } ist die elektrische Polarisierbarkeit der einzelnen Moleküle (in C·m2/V).
- {\textstyle N} ist die Anzahl der Moleküle.
- {\textstyle N_{\mathrm {A} }=6{,}022\,140\,76\cdot 10^{23}\,\,\mathrm {mol} ^{-1}\,\,} ist die Avogadrokonstante.
- {\textstyle M_{m}} ist die molare Masse (in kg/mol) der Moleküle.
- {\textstyle \rho } ist die Dichte (in kg/m3).

Falls man anstatt von Molekülen kleine Kugeln mit dem Radius {\textstyle a} betrachtet, ergibt sich aus der Laplace-Gleichung für die Polarisierbarkeit:
{\displaystyle \alpha =a^{3}{\frac {\varepsilon -1}{\varepsilon +2}}}

### 1869–1878: Lorentz-Lorenz-Gleichung
Aus der Clausius-Mossotti-Gleichung leiteten Ludvig Lorenz 1869 und, unabhängig von Ludvig Lorenz, Hendrik Antoon Lorentz 1878 die Lorentz-Lorenz-Gleichung ab:
{\displaystyle {\frac {n^{2}-1}{n^{2}+2}}={\frac {N\alpha }{3\varepsilon _{0}}}}
Sie ersetzten für die Ableitung entsprechend der elektromagnetischen Wellengleichung in der Clausius-Mossotti-Gleichung {\textstyle \varepsilon _{\mathrm {r} }} durch {\textstyle n^{2}}. Dabei ist n der Brechungsindex des Gesamtmaterials.

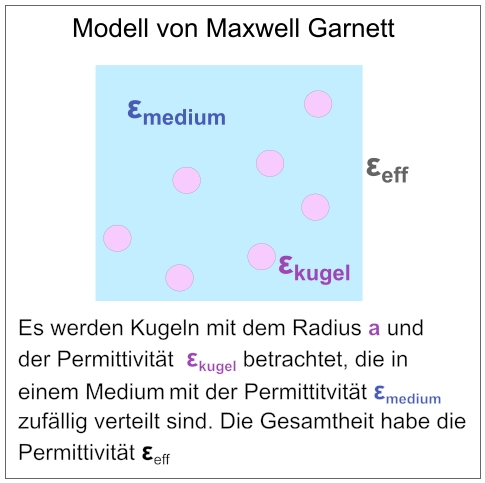
Modell von Maxwell Garnett. Der eine Stoff wird als Kugeln in dem anderen Stoff dargestellt.

### 1904: Maxwell-Garnett-Gleichung
1904 wendete James Clerk Maxwell Garnett (1880–1958) die Lorentz-Lorenz-Gleichung an auf eine Suspension kleiner dielektrischer Kugeln mit der Permittivität {\textstyle \varepsilon _{\mathrm {kugel} }} in einem homogenen dielektrischen Medium mit der Permittivität {\textstyle \varepsilon _{\mathrm {medium} }}. Die effektive Permittivität der Suspension wird mit {\textstyle \varepsilon _{\mathrm {eff} }} bezeichnet. Er setzte dabei voraus, dass der Anteil {\textstyle f} am Volumen der Kugeln klein gegen den Anteil {\textstyle 1-f} am Volumen des umschließenden Mediums sei. Unter diesen Voraussetzungen leitete er die Maxwell-Garnett-Gleichung ab:
{\displaystyle \left({\frac {\varepsilon _{\mathrm {eff} }-\varepsilon _{\mathrm {medium} }}{\varepsilon _{\mathrm {eff} }+2\varepsilon _{\mathrm {medium} }}}\right)=f\left({\frac {\varepsilon _{\mathrm {kugel} }-\varepsilon _{\mathrm {medium} }}{\varepsilon _{\mathrm {kugel} }+2\varepsilon _{\mathrm {medium} }}}\right)}

Diese Gleichung ergibt für die effektive Permittivität:
{\displaystyle \varepsilon _{\mathrm {eff} }\,=\,\varepsilon _{\mathrm {medium} }\,{\frac {2f(\varepsilon _{\mathrm {kugel} }-\varepsilon _{\mathrm {medium} })+\varepsilon _{\mathrm {kugel} }+2\varepsilon _{\mathrm {medium} }}{2\varepsilon _{\mathrm {medium} }+\varepsilon _{\mathrm {kugel} }-f(\varepsilon _{\mathrm {kugel} }-\varepsilon _{\mathrm {medium} })}}}

Der Anteil des Gesamtvolumens der Kugeln {\textstyle f} am betrachteten Gesamtvolumen {\textstyle V_{ges}} lässt sich berechnen als:
{\displaystyle f={\frac {4\pi a^{3}}{3}}\,{\frac {N}{V_{ges}}}}

Dabei gilt:
- {\textstyle N} ist die Anzahl der Kugeln
- {\textstyle a} ist der Radius einer Kugel.

Entsprechend ist {\textstyle 1-f} der Volumen-Anteil des Mediums.
In der Maxwell-Garnett-Gleichung gab es das Problem, dass das Volumen des umgebenden Mediums und das Volumen der darin eingebetteten Kugeln nicht symmetrisch behandelt wurden. Die Maxwell-Garnett-Gleichung gilt nur, wenn das Volumen der eingebetteten Kugeln nicht größer als die Hälfte des Gesamtvolumens ist. Ein anderes Problem entsteht, wenn die eingebetteten Kugeln untereinander wechselwirken.

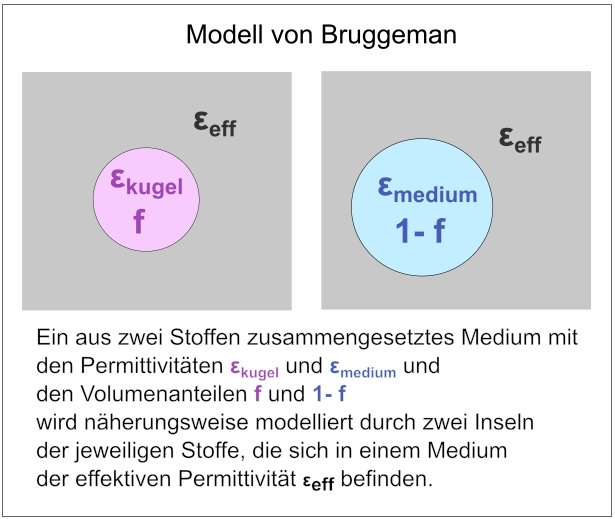
Modell von Bruggeman. Die beiden Stoffe werden als zwei Inseln in einem homogenen Medium mit der effektiven Permittivität dargestellt.

### 1935: Bruggeman-Formel
Das Problem der asymmetrischen Behandlung des Volumens des umgebenden Mediums und des Volumens der darin eingebetteten Kugeln wurde 1935 von Dirk Anton George Bruggeman gelöst. Er betrachtete das Medium und die darin eingebetteten Kugeln als zwei isolierte Inseln mit ihren jeweiligen Permittivitäten in einer homogenen Umgebung mit der Permittivität {\textstyle \varepsilon _{\mathrm {eff} }}. Diese Betrachtungsweise führte ihn zu der Formel:
{\displaystyle 0=f{\frac {\varepsilon _{\mathrm {kugel} }-\varepsilon _{\mathrm {eff} }}{\varepsilon _{\mathrm {kugel} }+2\varepsilon _{\mathrm {eff} }}}+(1-f){\frac {\varepsilon _{\mathrm {medium} }-\varepsilon _{\mathrm {eff} }}{\varepsilon _{\mathrm {medium} }+2\varepsilon _{\mathrm {eff} }}}}

## Ableitung der Maxwell-Garnett-Gleichung
Wir betrachten kleine Kugeln mit dem Radius {\textstyle a}, der Polarisierbarkeit {\textstyle \alpha } und der Permittivität {\textstyle \varepsilon } in einem homogenen Medium.
Wir benutzen folgende drei Gleichungen:

### 1. Zusammenhang von Polarisierbarkeit und Permittivität
{\displaystyle \alpha =a^{3}{\frac {\varepsilon -1}{\varepsilon +2}}}
Diese Gleichung ist für den oben genannten Spezialfall die Lösung der Laplace-Gleichung.

### 2. Volumenanteil
Volumenanteil {\textstyle f} des Volumens der Kugeln am Gesamtvolumen {\textstyle V_{ges}}
{\displaystyle f={\frac {4\pi }{3}}{\frac {a^{3}}{v}}}
Dabei ist {\textstyle v} das spezifische Volumen einer Kugel:
{\displaystyle v={\frac {V_{ges}}{N}}}
N ist die Anzahl der Kugeln.

### 3. Lorentzformel für die Permittivität eines nichtpolaren Gases
{\displaystyle \varepsilon ={\frac {1+2\cdot {\frac {4\pi }{3}}\cdot {\frac {\alpha }{v}}}{1-{\frac {4\pi }{3}}\cdot {\frac {\alpha }{v}}}}}

### Anwendung und Kombination der Gleichungen 1. bis 3.
Wir setzen nun in die 3. Gleichung für {\textstyle \alpha } den Ausdruck aus der 1. Gleichung ein. Danach ersetzen wir überall {\textstyle {\frac {4\pi }{3}}{\frac {a^{3}}{v}}} durch {\textstyle f}. Daraus erhalten wir die Maxwell-Garnett-Gleichung in der Form:
{\displaystyle \varepsilon _{\mathrm {eff} }={\frac {1+2f{\frac {\varepsilon -1}{\varepsilon +2}}}{1-f{\frac {\varepsilon -1}{\varepsilon +2}}}}={\frac {1+{\frac {1+2f}{3}}(\varepsilon -1)}{1+{\frac {1-f}{3}}(\varepsilon -1)}}}
Dies ist die Maxwell-Garnett-Gleichung für zusammengesetzte Materialien im Vakuum. Um sie zu verallgemeinern, substituieren wir {\textstyle \varepsilon _{\mathrm {eff} }} durch {\textstyle {\frac {\varepsilon _{\mathrm {eff} }}{\varepsilon _{\mathrm {medium} }}}} und {\textstyle \varepsilon } durch {\textstyle {\frac {\varepsilon _{\mathrm {kugel} }}{\varepsilon _{\mathrm {medium} }}}}.
Daraus erhalten wir:
{\displaystyle \varepsilon _{\mathrm {eff} }=\varepsilon _{\mathrm {medium} }{\frac {1+2f{\frac {\varepsilon _{\mathrm {kugel} }-\varepsilon _{\mathrm {medium} }}{\varepsilon _{\mathrm {kugel} }+2\varepsilon _{\mathrm {medium} }}}}{1-f{\frac {\varepsilon _{\mathrm {kugel} }-\varepsilon _{\mathrm {medium} }}{\varepsilon _{\mathrm {kugel} }+2\varepsilon _{\mathrm {medium} }}}}}=\varepsilon _{\mathrm {medium} }{\frac {\varepsilon _{\mathrm {medium} }+{\frac {1+2f}{3}}(\varepsilon _{\mathrm {kugel} }-\varepsilon _{\mathrm {medium} })}{\varepsilon _{\mathrm {medium} }+{\frac {1-f}{3}}(\varepsilon _{\mathrm {kugel} }-\varepsilon _{\mathrm {medium} })}}}
Durch Umformen können wir diese Gleichung auch in der Form schreiben:
{\displaystyle \left({\frac {\varepsilon _{\mathrm {eff} }-\varepsilon _{\mathrm {medium} }}{\varepsilon _{\mathrm {eff} }+2\varepsilon _{\mathrm {medium} }}}\right)=f\left({\frac {\varepsilon _{\mathrm {kugel} }-\varepsilon _{\mathrm {medium} }}{\varepsilon _{\mathrm {kugel} }+2\varepsilon _{\mathrm {medium} }}}\right)}

oder auch: 
{\displaystyle \varepsilon _{\mathrm {eff} }\,=\,\varepsilon _{\mathrm {medium} }\,{\frac {2f(\varepsilon _{\mathrm {kugel} }-\varepsilon _{\mathrm {medium} })+\varepsilon _{\mathrm {kugel} }+2\varepsilon _{\mathrm {medium} }}{2\varepsilon _{\mathrm {medium} }+\varepsilon _{\mathrm {kugel} }-f(\varepsilon _{\mathrm {kugel} }-\varepsilon _{\mathrm {medium} })}}}

## Anwendungen
Die Maxwell-Garnett-Gleichung findet überall dort Anwendung, wo Eigenschaften von Mischmaterialien untersucht oder genutzt werden. Speziell wird die Maxwell-Garnett-Gleichung angewendet bei der Untersuchung der Elektrodynamik dünner Metallfilme am Isolator-Metall-Übergang. Außerdem wird sie bei der Betrachtung der Vielfachstreuung von Licht an zufällig verteilten Teilchen in einem Medium genutzt.